# BEAM (Erlangs virtuella maskin)
BEAM är den virtuella maskinen inuti kärnan för Erlang Open Telecom Platform (OTP). BEAM är en del av Erlang Run-Time System (ERTS), som sammanställer Erlang- och Elixir-källkoden till bytekod, som sedan körs på BEAM. BEAM-bytekodfiler har .beam .
Ursprungligen var BEAM förkortning för Bogdans Erlang Abstract Machine, uppkallad efter Bogumil "Bogdan" Hausman, som skrev den ursprungliga versionen, men namnet kan också tolkas som Björns Erlang Abstract Machine, efter Björn Gustavsson, som skrev och underhåller den aktuella versionen. Båda utvecklarna arbetade på systemet medan de var på Ericsson.